# Йодид натрію
Йоди́д на́трію, йо́дистий на́трій, NaI — натрієва сіль йодоводневої кислоти. Йодид натрію використовується в полімеразній ланцюгової реакції і в реакції Фінкельштейна (розчин в ацетоні) для перетворення хлоралкілів в йодалкіли: 
RCl + NaI → RI + NaCl (тв.)

## Властивості

### Фізичні властивості
Йодид натрію — безбарвні кристали, на світлі жовтіють внаслідок окиснення киснем повітря з виділенням вільного йоду. Гігроскопічний, добре розчиняється у воді і спирті. Існує ряд кристалогідратів (NaI·2Н2О, NaI·5Н2О тощо) і полійодіди NaI3 і NaI5.
Густина d22
4 — 3,6714 г/см3;
Молекулярна маса — 149,89 г/моль;
Температура плавлення — 755 °C;
Температура кипіння — 1392 °C.

### Хімічні властивості
Якісна реакція з нітратом срібла (AgNO3):

NaI + AgNO3 → NaNO3 + AgI↓
утворюється жовтий сирнистий осад йодиду срібла.

## Застосування
- Кристали йодиду натрію (зазвичай, із домішками талію) застосовують у сцинтиляційних лічильниках, які призначені для детектування жорсткого рентгенівського та м'якого гамма-випромінювання[1].
- В медицині: розчин 2,5% йодиду натрію в спирті, широко використовується як антисептик для порізів і подряпин.